# جامعة الاقتصاد في براغ

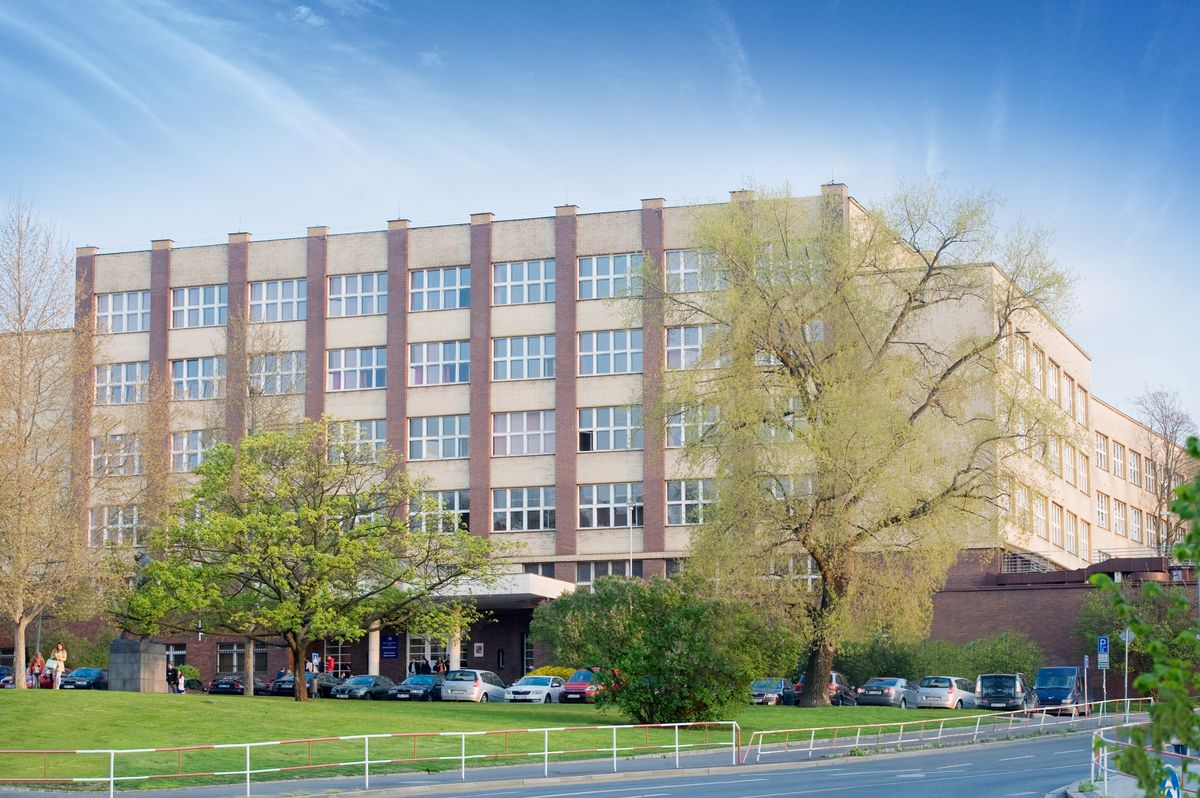
المبنى القديم (ستارا بودوفا) التابع للجامعة في زيكوف.

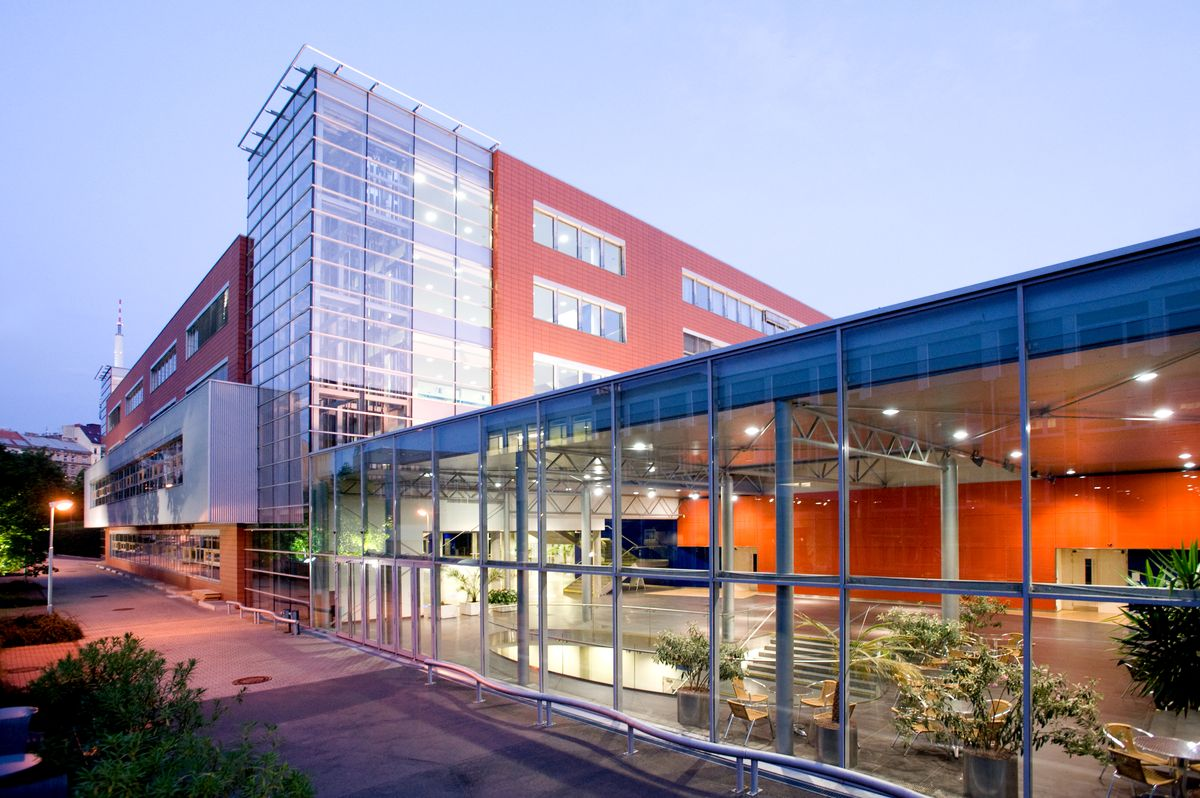
مبنى راجسكا للجامعة في زيكوف.

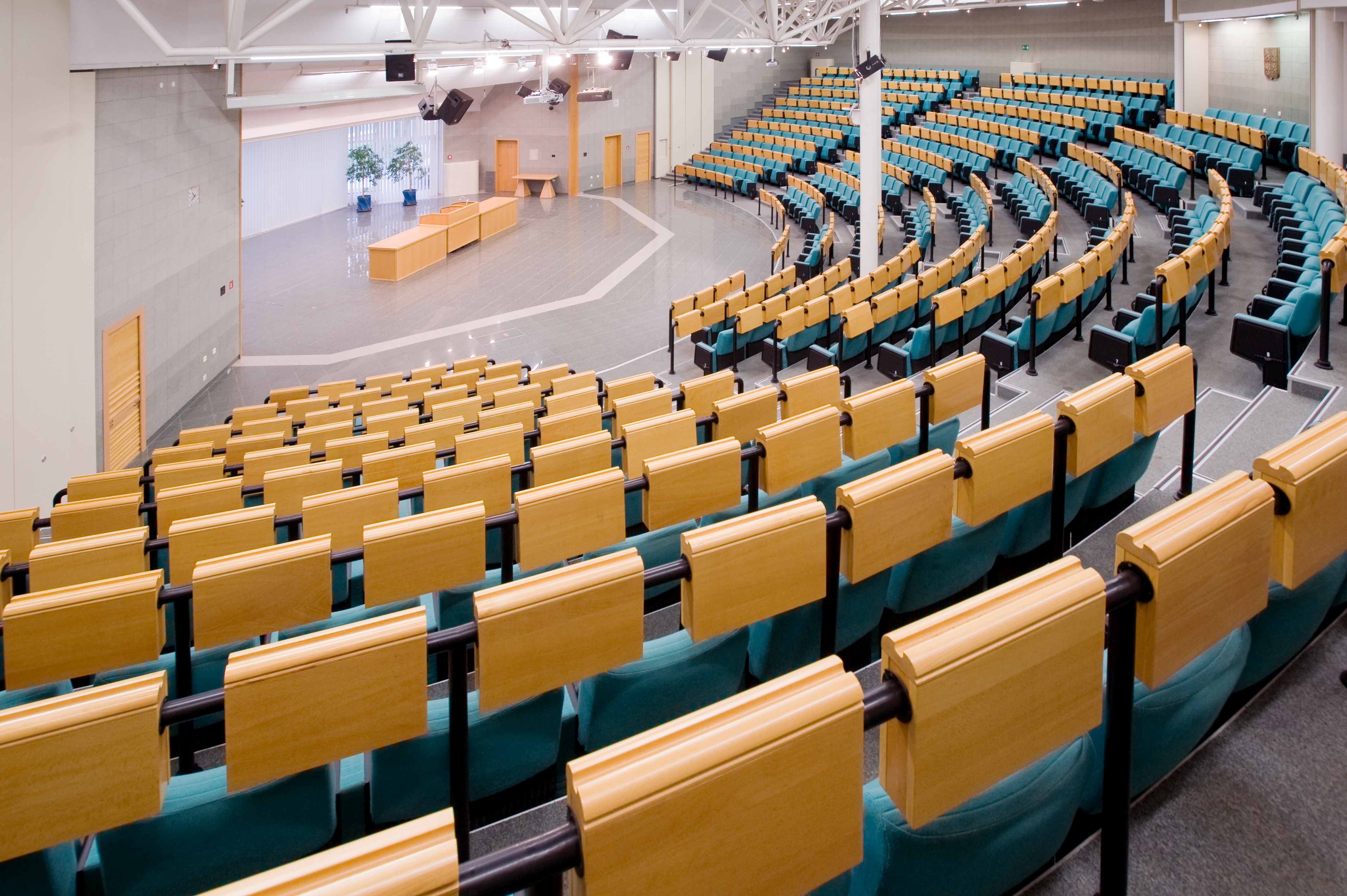
قاعة فينوفسك

جامعة الاقتصاد براغ (بالتشيكية: Vysoká škola ekonomická v Praze)‏ اختصارا(VŠE) هي جامعة عامة ذات توجه اقتصادي وثلاثي معتمدة من التاج تقع في براغ ، جمهورية التشيك. وهي أكبر جامعة في مجال الاقتصاد والأعمال وتكنولوجيا المعلومات في جمهورية التشيك، حيث تضم 14000 طالبًا عبر برامج البكالوريوس والماجستير والدكتوراه وماجستير إدارة الأعمال. تعتبر أفضل كلية إدارة أعمال في جمهورية التشيك وواحدة من أفضل الكليات في وسط وشرق أوروبا.  وهي أيضًا جزء من التحالف العالمي لادارة التعليم.

## التاريخ
تأسست ("كلية إدارة الأعمال") في عام 1919 كقسم في الجامعة التقنية التشيكية في براغ، وتخصصت في تجارة الجملة، والخدمات المصرفية، وتنظيم الشركات الصناعية. في عام 1949، تم إنشاء (جامعة العلوم السياسية والاقتصادية)، والتي تم تغيير اسمها أخيرًا إلى جامعة الاقتصاد في عام 1953. خضعت الجامعة لإصلاح كبير في عام 1989 في أعقاب الثورة المخملية.  في عام 2020 ، تم تغيير التسمية الدولية لجامعة الاقتصاد، براغ إلى جامعة براغ للاقتصاد والأعمال.

## المدارس والجامعات
تتكون الجامعة من ست كليات موزعة على ثلاثة أحرم جامعية. يقع الحرم الجامعي الرئيسي في ايكوف ، وهي منطقة مركزية في العاصمة التشيكية. تحتفظ الجامعة بحرم جامعي ثانٍ في ضواحي المدينة في جنوب المدينة. تقع مباني كلية الإدارة على بعد حوالي 110 كيلومترات من براغ في جيندتشوف هراديك.
كليات الجامعة الست هي:
- كلية المالية والمحاسبة (FFA)
- كلية العلاقات الدولية (FIR)
- كلية إدارة الأعمال (FBA)
- كلية المعلوماتية والإحصاء (FIS)
- كلية الاقتصاد (FEPA)
- كلية الإدارة (FM)

## الأكاديميون والترتيب
في الترتيب ايديونفرستال 2018 ،  جامعة براغ للاقتصاد والأعمال على لقب أفضل كلية إدارة أعمال في أوروبا الشرقية.
تم اعتماد كلية إدارة الأعمال من قبل نظام تحسين الجودة الأوروبي، وهي أول كلية إدارة أعمال في جمهورية التشيك والرابعة في وسط وشرق أوروبا.  احتل برنامج
ماجستير في الإدارة المرتبة 14 عالميًا في تصنيف فنشنال تايمز 2021 .  وفقًا لتصنيفات جامعة اس كيو العالمية ، تم تصنيف جامعة براغ للاقتصاد والأعمال من بين أفضل 251-300 في الاقتصاد والاقتصاد القياسي. كما تم تصنيف برنامج الماجستير في المالية والمحاسبة في جامعة براغ للاقتصاد والأعمال من بين أفضل 101 عالميًا وفقًا لتصنيفات اس كيو بزنس مسترز المالية.

## التعاون الدولي
يقضي أكثر من 1000 طالب فصلًا دراسيًا في الخارج كل عام ، في مؤسسات تشمل جامعة ديوك ( كلية فوكوا للأعمال ) ، وكلية كوبنهاغن للأعمال ، وجامعة سانت غالن ، وجامعة فيينا . 
وتتعاون جامعة الاقتصاد براغ مع 250 الجامعات الشريكة، بما في ذلك معهد العلوم السياسية في باريس ، جامعة كولونيا ، جامعة تيلبورغ ، مدرسة ستوكهولم للاقتصاد ، جامعة سانت غالن ، مدرسة لندن للاقتصاد ، جامعة تل أبيب ، جامعة كوينزلاند ، جامعة ماكغيل ، جامعة ديوك وجامعة من ولاية كارولينا الشمالية في تشابل هيل . تصدر المدرسة عددًا من الشهادات الدولية ، بما في ذلك الشهادات المشتركة والمزدوجة . في كل عام ، يأتي حوالي 60 أستاذًا زائرًا للتدريس في الجامعة ، ويتم تدريس أكثر من 90 دورة باللغة الإنجليزية.
اعتبارًا من عام 2000، كانت الجامعة تمنح جائزة غاري بيكر لأفضل أطروحة طالب في الاقتصاد (وهي جائزة مرتبطة سابقًا بـ IMADEC في فيينا). 
الجامعة عضو في التحالف العالمي في التعليم الإداري، ورابطة المدارس المهنية للشؤون الدولية،  وشبكات الشراكة في الإدارة الدولية . 
بالإضافة إلى ذلك ، يأتي أكثر من 1100 طالب من مؤسسات بالخارج إلى جامعة الاقتصاد براغ كل فصل دراسي. في عام 2005، تم إنشاء مركز تعليم دولي جديد كجزء من توسيع مباني الجامعة. يتم إجراء الدورات لهؤلاء الطلاب باللغات التشيكية والإنجليزية والألمانية والفرنسية والروسية.

## خريجون متميزون
- جان فيشر (مواليد 1951) ، إحصائي ، رئيس وزراء جمهورية التشيك (2009-10) ، وزير مالية جمهورية التشيك (2013-14). تخرج عام 1974 ، وأكمل دراساته العليا عام 1985. [12]
- مارتن جان (مواليد 1970) ، سياسي وخبير اقتصادي تشيكي ، نائب رئيس الوزراء للسياسة الاقتصادية (2004-2005). تخرج عام 1994 بدرجة الماجستير في التجارة الدولية. [13]
- بيتر كيلنر (1964-2021) ، مستثمر ، رجل أعمال (واحد من أصحاب المليارات بالدولار الأمريكي) ، صاحب شركة PPF [14]
- فاكلاف كلاوس (مواليد 1941) ، رئيس جمهورية التشيك (2003-2013) ، رئيس وزراء جمهورية التشيك (1992-1997). تخرج عام 1963 تخصص اقتصاديات التجارة الخارجية. [15]
- فالتر كوماريك (1930-2013) ، خبير اقتصادي وسياسي [16]
- جيري باروبيك (مواليد 1952) ، رئيس وزراء جمهورية التشيك (2005-2006) ، عضو مجلس النواب (2006-13) ، الرئيس السابق للحزب الاشتراكي الديمقراطي التشيكي [17]
- جيري روسنوك (مواليد 1960) ، سياسي وخبير اقتصادي ، رئيس وزراء جمهورية التشيك (2013-2014) ، وزير المالية (2001-2002) ، وزير الصناعة والتجارة (2002-2003). تخرج 1984. [18]
- جوزيف توسوفسكي (مواليد 1950) ، رئيس وزراء جمهورية التشيك (1997-1998) ، محافظ البنك الوطني التشيكي (1989-1992 ؛ 1993-2000). درس في الجامعة من 1968 إلى 1973 وتخرج منها في التجارة الخارجية. [19]
- زدينيك توما (مواليد 1960) ، محافظ البنك الوطني التشيكي (2000-2010) وسياسي. درس في الجامعة 1979 - 1983. [20]
- ميلوش زيمان ، رئيس وزراء جمهورية التشيك (1998-2002) ، رئيس جمهورية التشيك (2013 إلى الوقت الحاضر). درس 1965-1969 في الجامعة ، وتخصص في التنبؤ الاقتصادي ، ودرّس أيضًا. [21]
- جوزيف زيلينيك (مواليد 1946) ، وزير خارجية جمهورية التشيك (1993-1997) عضو البرلمان الأوروبي (2004-09). تخرج عام 1974 وتخصص في الاقتصاد الصناعي. [22]
- لورا لونجاوروفا (مواليد 1995) ، عارضة الأزياء السلوفاكية وحاملة لقب ملكة جمال سلوفاكيا 2014
- جوزيف بريشا (مواليد 1990) ، مبتكر بحوث بروسا

## روابط خارجية
- موقع الجامعة
- موقع الكتروني للمكتبة الاقتصادية الافتراضية Econlib
- ISIS VŠE (نظام معلومات للطلاب والمعلمين)
- iList (مجلة الطلاب المستقلة والويب)
- إيكونوميكس (مجلة الطالب)
- Unie studentů VŠE (اتحاد طلاب جامعة براغ للاقتصاد والأعمال)